# بنت جبيل
بنت جبيل هي مدينة لبنانية من مدن قضاء بنت جبيل في محافظة النبطية.
حاول ات إسرائيل احتلال بنت جبيل اكثر من مرة ولكنها صمدت رغم التدمير والتهجير المتواصل طوال الحروب الماضية. وقف عليها حسن نصر الله في عام 2000 بعد تحريريها واصفاً الجيش الإسرائيلي بأوهن من بيت العنكبوت.

## التسمية
بنت جبيل استمدت اسمها من نزوح أميرة تنوخية إليها وتحولت إلى معقل «حزب الله» في الجنوب اللبناني.

## أعلام
- خالد أحمد بزي
- عناية جابر
- أمين سعد (الأخضر العربي)[6]